# Arbeiterkolonie Haidchen

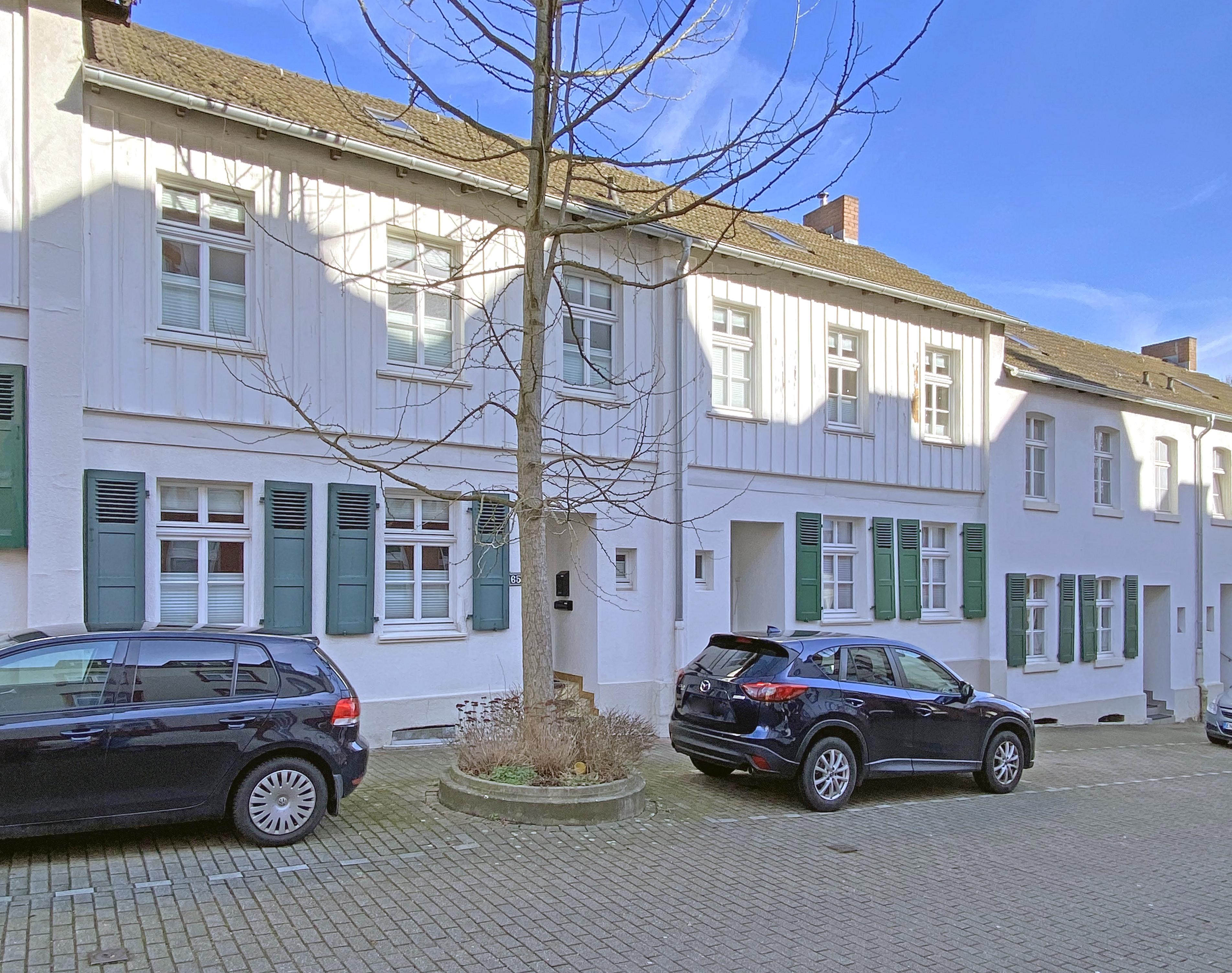
Henschelstraße 65

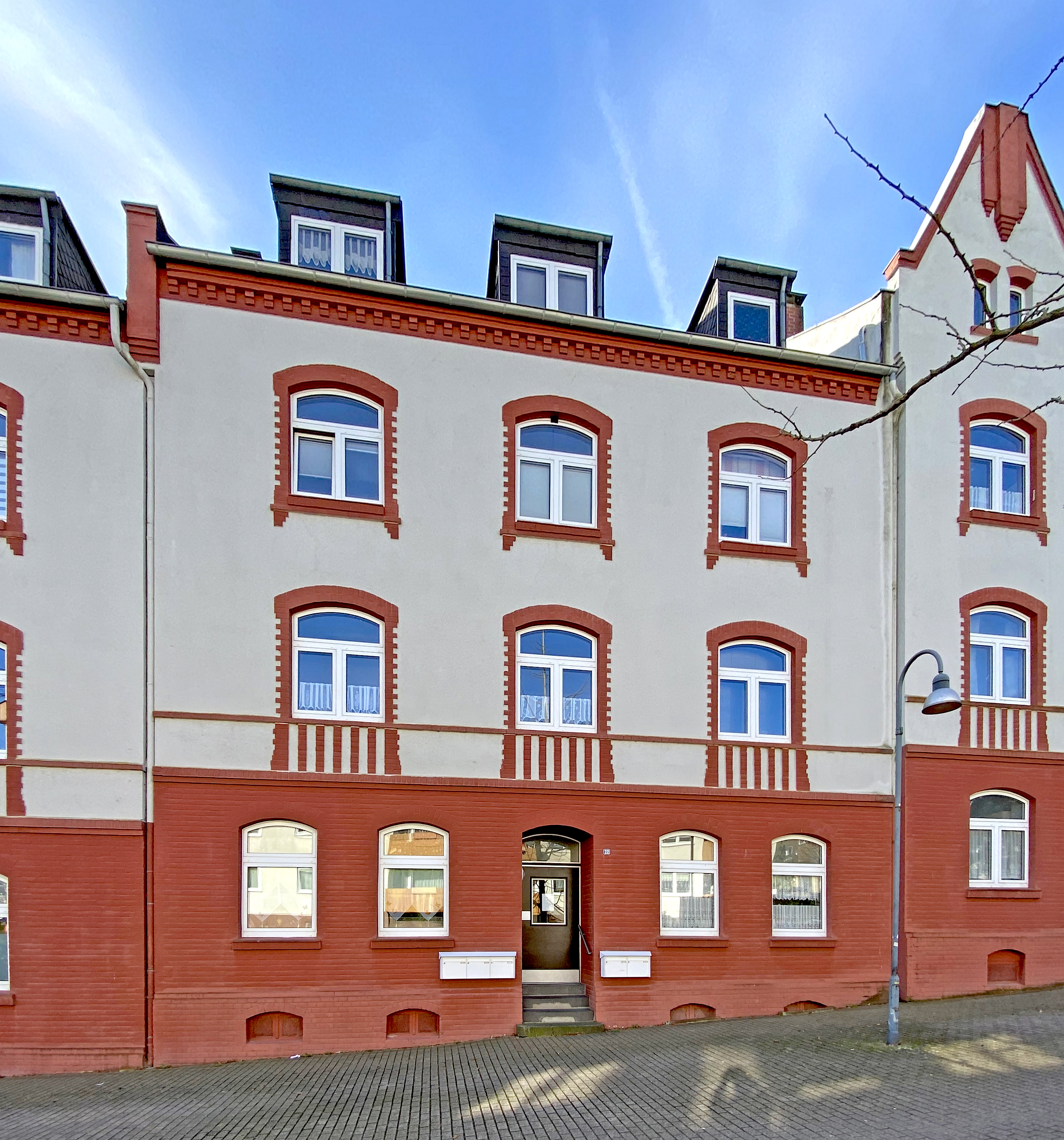
Henschelstraße 22

Die Arbeiterkolonie Haidchen ist eine historische Siedlung auf dem Haidchen an der Henschelstraße in Welper, Hattingen.
Die Häuser der Kolonie waren für die Hüttenarbeiter und Eisenerzbergleute der Henrichshütte und ihre Familien bestimmt, die aus dem Harz stammten. Die Häuser auf der nördlichen Straßenseite wurden noch von den Grafen zu Stolberg-Wernigerode in der Gründungsphase der Henrichshütte um 1860 errichtet. Sie wurden im Baustil der so genannten Harzer Häuser entworfen. Die Häuser auf der südlichen Seite der Henschelstraße, sechs dreigeschossige Mietskasernen, wurden ab 1904 unter dem damaligen Eigentümer der Hütte, dem Unternehmen Henschel & Sohn aus Kassel, gebaut. 1983 kamen sie unter Denkmalschutz.